# کارل آیگینگر
کارل آیگینگر (Karl Aiginger) (متولد ۲۳ اکتبر ۱۹۴۸)، یک اقتصاددان اهل اتریش است. او در میان سال‌های ۲۰۰۵ و ۲۰۱۶ رئیس مؤسسه پژوهش اقتصادی اتریش (WIFO) بود، در دانشگاه اقتصاد و کسب و کار وین به عنوان پروفسور خدمت نموده و در دانشگاه جوهانس کاپلر لینتس پروفسور افتخاری بود. کریستوف بادلیت پس از وی در ۲۰۱۶ میلادی به عنوان رئیس مؤسسه پژوهش اقتصادی اتریش گماشته شد. او یک چارچوب تفکر افقی را به‌نام مرکز گزار سیاست که یک مجمعی برای بحث میان رشته‌ای در مورد سیاست‌های اروپا بود، تأسیس نموده و مدیریت می‌کند. به عنوان یک نویسنده، آثار وی در کتابخانه‌های سراسر دنیا پخش شده‌است.

## زندگی
وی از ۱۹۶۶ تا ۱۹۷۴ میلادی در دانشگاه وین و در ۱۹۷۸ میلادی در دانشگاه پردو (ایالت ایندیانا، ایالات متحده) آموزش دید. او از ۱۹۷۰ میلادی تا کنون در مؤسسه پژوهش اقتصادی اتریش (WIFO) مشغول کار است. کارل آیگینگر، پروفسور سیاست اقتصادی در دانشگاه اقتصاد و کسب و کار وین و در دانشگاه جوهانس کاپلر لینتس است. او در مؤسسه فناوری ماساچوست (MIT، ۱۹۹۱ میلادی) و دانشگاه کالیفرنیا، لس آنجلس (ایالات متحده، ۱۹۹۷ میلادی) به عنوان استاد مهمان حضور داشت. او به عنوان پرفیسور در مدرسه عالی کسب و کار استنفورد (کالیفرنیا، ایالات متحده، ۲۰۰۲ میلادی) خدمت نموده و سخنرانی‌های در دانشگاه چانگشا (هونان، چین) ارایه نموده‌است. کارل آیگینگر ازدواج نموده‌است و دو فرزند دارد.

## کار
کارل آیگینگر در سازمان صنعتی و استراتژی‌های اقتصادی تخصص دارد. او همچنین روی تحلیل سیاست صنعتی، نوآوری، رقابتی بودن شرکت‌ها، رقابت بین‌المللی و مدل اقتصادی و اجتماعی اروپایی تمرکز دارد.
او بنیان‌گذار و دبیر ژورنال صنعت، رقابت و تجارت است و همچنین مسئول پروژه‌ای بود که اصول تحلیلی موجود در گزارش‌های رقابت مسئول عمومی کمیسیون اروپا برای بازار داخلی، صنعت، کار آفرینی و بنگاه‌های کوچک و متوسط را ارزیابی می‌کرد. او سیستم نوآوری کشور فنلاند را به نمایندگی از حکومت فنلاند ارزیابی نموده و مسئولیت داشت تا سیستم اعانه و حمایت مالی دولت اتریش از پژوهش را به نمایندگی از حکومت فدرال اتریش ارزیابی نماید. او عضو هیئت سرپرستی شرکت هلدینگ برای شرکت‌های دولتی اتریش بود.
کارهای وی شامل جستارهای نظری در رابطه به تصمیم‌های که شرکت‌ها تحت شرایط عدم قطعیت ، اتخاذ می‌کنند و جستارهای در مورد ارزیابی مرتبط با سیاست رقابتی بودن ملت‌ها (برای اتحادیه اروپا و سازمان همکاری و توسعه اقتصادی) می‌باشد. او مقاله‌های برای شورای مشورتی امور اقتصادی و اجتماعی و همچنین برای دیالوگ ریفورم حکومت فدرال اتریش نوشته‌است. طی چند سال پسین، او به‌طور فزاینده‌ای روی علت‌ها و پیامدهای بحران مالی ۲۰۰۷–۲۰۰۸ و استراتژی‌های سیاست اقتصادی اروپا تمرکز نموده‌است. او به تازگی در مورد جهانی شدن، جایگاه آینده اروپا در نظم جدید جهان با «باقی‌ماندن ایالات متحده به عنوان تنها ابرقدرت» و عقب‌نشینی از چند جانبه‌گرایی و چین در راه بازگشت به شماره ۱ جهان، مقاله‌ای منتشر کرده‌است. وی پیرامون راه‌های ممکن همکاری با آفریقا برای مبارزه با تغییرات اقلیمی و کاهش موج‌های مهاجرین به اروپا، بحث می‌کند. وی رهبری پروژهٔ رفاه، ثروت و کار برای اروپا را از ۲۰۱۲ تا ۲۰۱۶ بر عهده داشت. این بزرگ‌ترین پروژه اجتماعی-اقتصادی در هفتمین برنامه چارچوبی اتحادیه اروپا برای پژوهش است. این پروژه توسط اتحادیه اروپا حمایت مالی گردیده و توسط مؤسسه پژوهش اقتصادی اتریش هماهنگ گردید. این یک پروژه دانشگاهی کلیدی اتحادیه اروپا در مطابقت با استراتژی ۲۰۲۰ اروپا و گسترش این استراتژی بود که اساسی را برای یک جامعه پویا، سبز و جامعه-محور فراهم می‌نمود. گزارش نهایی و خلاصه اجرائی این پروژه در بروکسل در فوریه ۲۰۱۶ به پارلمان اروپا، کمیسیون اروپا و در کنفرانس نهایی که کنث ارو از دانشگاه استنفورد خطابه آغازی را ایراد نمود، به رسانه‌ها ارائه گردید.
تحت رهبری وی در ۲۰۰۶ میلادی، اوراق سفید در مورد سیاست اقتصادی اتریش تحت عنوان «کار بیش از طریق توسعه بر مبنای نوآوری و شایستگی» ارائه گردید که تأثیر بزرگی بر سیاست اقتصادی اتریش داشت. در رابطه به سیاست صنعتی، آیگینگر از مفهوم یک سیاست صنعتی سیستماتیک که با سیاست نوآوری، بازار کار و سیاست رقابت سازگاری داشته و هدف نهایی آن برآورده ساختن نیازهای اجتماعی است، طرف‌داری می‌کند. اگر این سیاست صنعتی به‌طور استراتژیک طراحی می‌گردد، «یک سیاست صنعتی سبز» نباید رقابتی بودن قیمت‌ها را کاهش دهد، بلکه در واقع باید یک مزیت رقابتی ایجاد کند. این موضوع در یک جلد ویژه ژورنال صنعت، رقابت و تجارت با عمق بیشتر مورد بررسی قرار گرفته‌است. هزینه‌های بالاتر انرژی و آلودگی هوا در یک موقعیت صنعتی باید با وضع مالیات کم‌تر بر کار و فراهم‌نمودن حمایت بیشتر به منابع پژوهشی، دانشگاه‌ها و کالج‌های فنی تلافی گردد. با این روش، یک کشور می‌تواند مزیت‌های رقابتی که برای آینده مهم است به‌دست‌آورد، در عرصه فناوری انرژی‌های تجدید پذیر و اثر بخشی انرژی پیشتاز گردد و هزینه‌های که باید برای بازسازی آسیب‌های محیط زیستی بپردازد را صرفه‌جویی نماید.
یکی از پیام‌های اصلی کار آیگینگر این است که نباید رقابت را با هزینه‌های پایین برابر دانست یا آن را با استفاده از تراز خارجی اندازه‌گیری کرد، بلکه آن را باید با نتایج اندازه‌گیری نمود، به‌ویژه این‌که رقابت را می‌باید به عنوان «توانایی رسیدن به اهدافی فراتر از تولید ناخالص داخلی» تعریف کرد. کشورهای صنعتی باید استراتژی را پیروی کنند که مبتنی بر کیفیت است. یک استراتژی هزینه هر زمانی می‌تواند توسط یک کشور دارای درآمد پایین کاپی گردد («استراتژی همه‌جانبه در مقابل استراتژی ضعیف»). این تعریف گسترده از رقابت به تازگی توسط کمیته اقتصادی و اجتماعی اروپا (EESC) پذیرفته شده‌است، اما اتحادیه‌های تجاری در اول خواستند تا «کمیته‌های ملی برای رقابت» را رد نمایند، چون آن‌ها از سیاست محدودیت بیش از حد و کاهش هزینه هراس داشتند. پس از تغییر تعریف رقابت به سوی نائل شدن به اهدافی «فراتر از تولید ناخالص داخلی»، آن‌گونه که توسط آیگینگر و WWWforEurope پیشکش گردید، کمیته اقتصادی و اجتماعی اروپا توانست ایجاد کمیته‌های جدید را تأیید نماید. کارل آیگینگر هم‌واره به کار روی مسائل اروپایی در مرکز گذار سیاست، وین-اروپا (Policy Crossover Center, Vienna-Europa) و در دانشگاه اقتصاد و کسب و کار وین از یک دیدگاه بیشتر میان رشته‌ی، ادامه می‌دهد.